# Alicia Rickter
Alicia Rickter, född 21 september 1972 i Long Beach, Kalifornien, är en amerikansk fotomodell och skådespelare.
Alicia Rickter var Playboys Playmate of the Month i oktober 1995.